# Dandys Rule OK
Dandy's Rule OK è l'album di debutto del gruppo statunitense The Dandy Warhols, pubblicato nel 1995 dalla Tim/Kerr.

## Tracce
Testi e musiche di Courtney A. Taylor, eccetto dove indicato.
1. Introduction by Young Tom – 0:26
2. The Dandy Warhols' T.V. Theme Song – 2:50
3. Ride – 4:10
4. Best Friend – 3:27
5. Not Your Bottle – 4:00
6. (Tony, This Song Is Called) Lou Weed – 4:17
7. Nothin' to Do – 2:23
8. The Coffee and Tea Wrecks – 4:06
9. Genius – 6:08
10. Dick – 8:07
11. Just Try – 4:41
12. Nothing (Lifestyle of a Tortured Artist for Sale) – 3:52
13. Grunge Betty – 3:32
14. Prelude: It's a Fast Driving Rave-Up With the Dandy Warhols – 0:51 (Taylor, Peter Holmström, Eric Hedford)
15. It's a Fast Driving Rave-Up With the Dandy Warhols – 16:04 (Taylor, Holmström, Hedford)
16. Finale: It's a Fast Driving Rave-Up With the Dandy Warhols – 4:58 (Taylor, Holmström, Hedford)

- Alla fine del disco si trova una ghost track che riprende il tema di Dick.

## Formazione
- Courtney Taylor-Taylor – chitarre, voce
- Zia McCabe – basso, percussioni
- Eric Hedford – batteria, voce, sintetizzatori
- Peter Holmström – chitarre